# Tori (võ thuật)
Trong võ thuật Nhật Bản, tori (取り) là người thực hiện các kỹ thuật trong việc thực hành hợp tác. Thuật ngữ "tori" xuất phát từ động từ toru (取る), nghĩa là "cầm", "nắm", hoặc "chọn".
Trong judo và một số bộ môn võ thuật khác, tori là người hoàn thành kỹ thuật chống lại đối tác luyện tập, được gọi là uke. Tuỳ theo tình huống, nguyên tắc là "tori" luôn là người đã hoàn thành thành công một kỹ thuật. Các thuật ngữ "tori" và "uke" không đồng nghĩa với thuật ngữ người tấn công và người phòng thủ, bởi vì vai trò này được xác định bởi người hoàn thành một kỹ thuật thành công, chứ không phải là người khởi xướng kỹ thuật.
Trong aikido và các bộ môn võ thuật có liên quan, tori thực hiện một kỹ thuật phòng thủ chống lại một cuộc tấn công được chỉ định khởi xướng bởi uke. Aikido có các thuật ngữ thay thế mô tả vai trò của tori, tùy thuộc vào từng phong cách hoặc tình huống cụ thể, bao gồm "người ném" (投げ nage) và "bàn tay biểu diễn" (仕手 shite).